# Бутень
Бу́тень (лат. Chaerophýllum) — род дву- или многолетних травянистых растений семейства Зонтичные (Apiaceae). Ареал рода — регионы с умеренным климатом Евразии и Северной Америки.

## Название
Латинское родовое название образовано от корней др.-греч. χαίρω (kairo, kero) — «приятный, радостный» + др.-греч. φύλλον (filon) — «лист» и отражает приятный аромат листьев.
Этимология русскоязычного названия не ясна. 

## Ботаническое описание

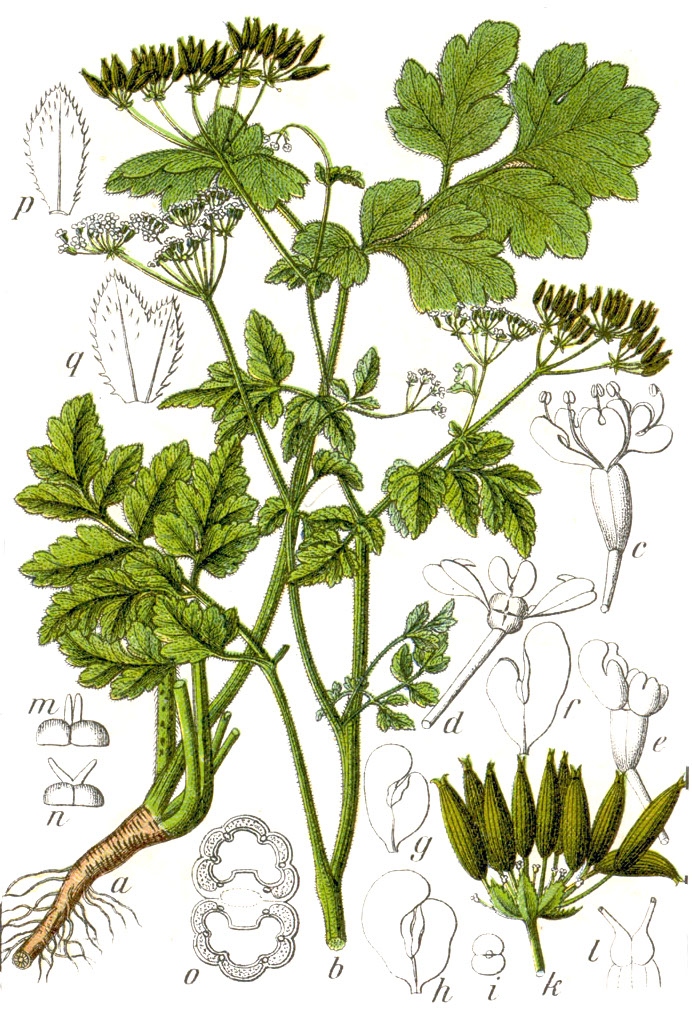
Бутень опьяняющий.

Травянистые двулетние растения с клубнем или многолетники с корневищем.
Листья многократно перисто-рассечённые.
Чашечка цветка с незаметными зубцами, лепестки белые, розовые, красные или пурпурные, обратносердцевидные, на верхушке глубоко выемчатые и в выемке с загнутой внутрь долькой, при основании клиновидные или сразу переходящие в короткий ноготок.
Плоды продолговато-цилиндрические или узкоэллиптические, к верхушке суженные.

## Распространение и экология
Растёт среди кустарников, на опушках, лугах и луговых степях, по обочинам дорог, на полях считается сорняком.

## Применение
Клубень бутня клубненосного в жареном виде используется в пищу. Из молодых побегов варят супы и борщи.
В народной медицине используют при желудочных заболеваниях.
Хороший медонос.

## Классификация

### Таксономия[5]
Chaerophyllum  L., 1753, Sp. Pl.: 259
Род Бутень относится к семейству Зонтичные (Apiaceae) порядка Зонтикоцветные  (Apiales). Кладограмма в соответствии с Системой APG IV:
|  |                                      |  |                                   |                                   |                     |  | ещё 6 семейств |               |               |                                                       |
|  |                                      |  |                                   |                                   |                     |  |                |               |               | 72 подтвержденных вида и 22 в статусе "непроверенных" |
|  |                                      |  |                                   | порядок Зонтикоцветные            |                     |  |                |               | род Бутень    |                                                       |
|  |                                      |  |                                   | порядок Зонтикоцветные            |                     |  |                |               | род Бутень    |                                                       |
|  | отдел Цветковые, или Покрытосеменные |  |                                   |                                   | семейство Зонтичные |  |                |               |               |                                                       |
|  | отдел Цветковые, или Покрытосеменные |  |                                   |                                   |                     |  |                |               |               |                                                       |
|  |                                      |  | ещё 63 порядка цветковых растений | ещё 63 порядка цветковых растений |                     |  |                | ещё 447 родов | ещё 447 родов |                                                       |
|  |                                      |  |                                   | ещё 63 порядка цветковых растений |                     |  |                |               | ещё 447 родов |                                                       |

### Виды
Наиболее известные виды:
- Chaerophyllum aromaticum L. — Бутень ароматный
- Chaerophyllum astrantiae Boiss. & Balansa ex Boiss. — Бутень астранциевый
- Chaerophyllum aureum L. — Бутень золотистый
- Chaerophyllum bulbosum L. — Бутень клубневидный, или Бутень клубненосный
- Chaerophyllum crinitum Boiss. — Бутень длинноволосый
- Chaerophyllum hirsutum L. — Бутень волосистый
- Chaerophyllum humile M.Bieb. — Бутень низкий
- Chaerophyllum khorossanicum Czerniak. ex Schischk. — Бутень хорасанский
- Chaerophyllum rubellum Albov — Бутень красноватый
- Chaerophyllum temulum L. typus[1] — Бутень опьяняющий, или Бутень одуряющий
- Chaerophyllum villarsii W.D.J.Koch — Бутень Вийяра

|                                                                                    |  |  |
| Слева направо: Соцветие Chaerophyllum temulum, листья и клубни Бутень клубневидный |  |  |

## Синонимы
- Apotaenium  Koso-Pol.
- Bellia  Bubani
- Blephixis  Raf.
- Caldasia  Lag.
- Chamaemyrrhis  Endl. ex Heynh.
- Chrysophae  (Drude) Koso-Pol.
- Croaspila  Raf.
- Golenkinianthe  Koso-Pol.
- Myrrhoides  Heist. ex Fabr.
- Oreomyrrhis  Endl.
- Physocaulis  Tausch
- Polgidon  Raf.
- Sikira  Raf.